# Хромосома 3 (людина)

Ідіограма 3-ї хромосоми людини

Хромосома 3 — одна з 23 пар хромосом людини. За нормальних умов у людей дві копії цієї хромосоми. 3-та хромосома має у своєму складі 200 млн пар основ або 6,5 % загальної кількості нуклеотидів у ДНК клітин

Ідентифікація генів кожної хромосоми є пріоритетним напрямком наукових досліджень в генетиці. Проте, дослідники застосовують різні підходи щодо визначення кількості генів в кожній хромосомі, внаслідок цього дані щодо їх кількості демонструють різні цифри. Це також стосується і хромосоми 3, в якій налічують до 1926 генів (станом на 2012 р.).

## Гени
Найбільш вивчені гени, що розташовані в хромосомі 3, такі:
| - AGTR1 — Ангіотензинові рецептори тип 1 - ALCAM — мембраний білок, молекула клітинної адгезії активованих лейкоцитів (CD166) - CALRN — калірин - CLRN1 — кларин 1 - CP — церулоплазмін (фероксидаза) - CPOX — копропорфіриноген-III-оксидаза - HGD — гомогентизат-1,2-діоксигеназа (гомогентизат-оксидаза) - ITGB5 — глікопротеїн з надродини інтегринів (β5) - LAMP3 — мембраний білок лізосом - MCCC1 — α-субодиниця метилкротоніл-КоА-карбоксилази 1 - PCCB — β-субодиниця пропіонил-КоА-карбоксилази - PDCD10 — протеїн апоптозу 10 - PLD1 - PIK3CA — каталітична α-субодиниця фосфоїнозитид-3-кинази - PFN2 — профілін 2 - RAB7A — член онкогеної родини білков Ras - SOX2 — фактор транскрипції родини білків SOX 2 - TRH — тироліберин - ZNF9 — цинк-пальцевий білок 9 | - AADAC - ABCC5 - ABHD5 - ABHD6 - ALAS1 — δ-амінолевулінат-синтетаза 1 - AHSG — Альфа-2-HS-глікопротеїн - BTD — біотинідаза - CCK — холецистокінін - CCR2 — C-C рецептор хемокіна 2 - CCR5 — C-C рецептор хемокіна 5 - CLDN16 - CLDN18 - CLDND1 - CLEC3B - CNTN4 — контактин 4 - COL7A1 — колаген, тип VII, альфа 1 - GHRL — грелін - HRG — багатий на гістидин глікопротеїн - ITGA9 — глікопротеїн з надродини інтегрінов (альфа-9) - Інозинмонофосфатдегідрогеназа-2 - KNG1 — кініноген-1 - LTF — лактотрансферин - MITF — фактор транскрипції асоційований з мікрофтальмією - MLH1 — гомолог mutL 1 E. coli - PDHB — бета-пируватдегідрогеназа - PTH1R — рецептор паратгормону 1 - QARS — глутамініл-тРНК-синтаза - SCN5A — α-субодиниця потенціал-керованого натрієвого каналу тип 5 - SYN2 — синапсін 2 - SLC25A20 — карнітин-ацилкарнітин-транслоказа - TFRC — рецептор трансферину - TMIE — трансмембраний білок, що експресується в внутрішньому вусі - TR — рецептор тиреоїдного гормону бета - VHL — супресор росту пухлини, асоційований з хворобою Гіппеля — Линдау |